# العلاقات الدومينيكية النيوزيلندية
العلاقات الدومينيكية النيوزيلندية هي العلاقات الثنائية التي تجمع بين دومينيكا ونيوزيلندا.

## مقارنة بين البلدين
هذه مقارنة عامة ومرجعية للدولتين:
| وجه المقارنة                                              | دومينيكا              | نيوزيلندا                                              |
| --------------------------------------------------------- | --------------------- | ------------------------------------------------------ |
| المساحة (كم2)                                             | 751                   | 268.02 ألف                                             |
| عدد السكان (نسمة)                                         | 73.92 ألف             | 4.24 مليون                                             |
| الكثافة السكانية (ن./كم²)                                 | 9.84 ألف              | 15.82                                                  |
| العاصمة                                                   | روسو                  | ويلينغتون، أوكلاند                                     |
| اللغة الرسمية                                             | لغة إنجليزية          | لغة إنجليزية، اللغة الماورية، لغة الإشارة النيوزيلندية |
| العملة                                                    | دولار شرق الكاريبي    | دولار نيوزيلندي، الجنيه النيوزيلندي                    |
| الناتج المحلي الإجمالي (بليون دولار)                      | 562.54 مليون          | 205.85 مليار                                           |
| الناتج المحلي الإجمالي (تعادل القوة الشرائية) بليون دولار | 789.63 مليون          |                                                        |
| الناتج المحلي الإجمالي الاسمي للفرد دولار أمريكي          | 7.12 ألف              |                                                        |
| الناتج المحلي الإجمالي للفرد دولار أمريكي                 | 10.88 ألف             |                                                        |
| مؤشر التنمية البشرية                                      | 0.724                 | 0.914                                                  |
| رمز المكالمات الدولي                                      | +1767                 | +64                                                    |
| رمز الإنترنت                                              | .dm                   | .nz                                                    |
| المنطقة الزمنية                                           | 00، توقيت أطلنطي موحد | ت ع م+13:00، ت ع م+12:00                               |

## منظمات دولية مشتركة
يشترك البلدان في عضوية مجموعة من المنظمات الدولية، منها:
| علم المنظمة | اسم المنظمة                        | تاريخ انضمام دومينيكا | تاريخ انضمام نيوزيلندا |
| ----------- | ---------------------------------- | --------------------- | ---------------------- |
|             | مؤسسة التنمية الدولية              | 29 سبتمبر 1980        | 1 أكتوبر 1974          |
|             | يونسكو                             | 9 يناير 1979          | 4 نوفمبر 1946          |
|             | وكالة ضمان الاستثمار متعدد الأطراف | 7 أكتوبر 1991         | 22 أبريل 2008          |
|             | الأمم المتحدة                      | 18 ديسمبر 1978        | 24 أكتوبر 1945         |
|             | دول الكومنولث                      | ?                     | ?                      |
|             | الاتحاد البريدي العالمي            | ?                     | ?                      |
|             | البنك الدولي للإنشاء والتعمير      | 29 سبتمبر 1980        | 31 أغسطس 1961          |
|             | الاتحاد الدولي للاتصالات           | 28 أكتوبر 1996        | 3 يونيو 1878           |
|             | منظمة حظر الأسلحة الكيميائية       | ?                     | ?                      |
|             | مؤسسة التمويل الدولية              | 29 سبتمبر 1980        | 31 أغسطس 1961          |
|             | منظمة التجارة العالمية             | ?                     | ?                      |
|             | منظمة الشرطة الجنائية الدولية      | ?                     | ?                      |

## وصلات خارجية
- موقع وزارة الخارجية النيوزيلندية